# 아니타 레르케
아니타 레르케(덴마크어: Anita Lerche, 1973년 12월 21일 ~ )는 덴마크의 싱어송라이터, 작곡가, 배우이다. 2006년 11월 펀자브어 음반인 《Heer from Denmark》를 공개했다.